# Kristian Bergström
Dan Göran Kristian Bergström (født 8. januar 1974 i Åtvidaberg, Sverige) er en svensk tidligere fodboldspiller (midtbane). 
Bergström tilbragte størstedelen af sin hele 23 år lange karriere hos Åtvidabergs FF i sin fødeby. Han repræsenterede holdet i i alt 18 sæsoner, hvoraf de fleste blev tilbragt i de lavere svenske rækker. I alt nåede han at spille næsten 500 ligakampe for klubben, og havde derudover ophold hos både IFK Norrköping og Malmö FF i Allsvenskan.
I 2004 spillede Bergström to kampe for det svenske landshold, som han repræsenterede i to venskabskampe mod henholdsvis Færøerne og Finland.